# Dekonstruktion
Dekonstruktion avser en filosofisk och litteraturvetenskaplig term med ursprung i poststrukturalismen och den franske filosofen Jacques Derrida. Begreppet dekonstruktion är mångtydigt och Derrida ville aldrig lämna en strikt definition av vad dekonstruktion egentligen är. En beskrivning är att dekonstruktion är ett slags frigörande tolkning av texter med syfte att dels försöka finna dolda antaganden bakom texten, dels ge texter nytt liv och innebörd genom att de placeras i ett nytt sammanhang. En utgångspunkt är att kulturer, språk och samhällen är i ständig förändring. Betydelsen av ett ord eller en text är beroende av dess kontext (jämför diskurs och språkspel). Därför går det inte att slå fast att ett visst ord eller en viss text har en fast betydelse eller alltid syftar på ett särskilt ting utanför texten (det vill säga i verkligheten). Dekonstruktionen försöker visa hur alla texter bär på motsägelser som kan ligga dolda vid en första anblick.

## Beskrivning
Ordet "dekonstruktion" (franska déconstruction) är en ordlek på orden de-struere ("bryta ner") och con-struere ("bygga upp"). En tolkning av denna ordlek är att dekonstruktionen utgör en filosofisk aktivitet som både bryter ner och bygger upp en text eller verklighetsbild. En bildlig jämförelse kan göras med att skära ett stycke tyg. När man klipper tyget i bitar "destruerar" man det samtidigt som bitarna blir till ett nytt plagg.
Ursprungsidéerna liknar poststrukturalismen som utgår från att verkligheten inte kan definieras på ett entydigt sätt. Definitionen av verkligheten sker med hjälp av språket. Språket kan liknas vid ett filter som synliggör vissa delar av verkligheten och döljer andra. Vi kan inte se verkligheten direkt i all sin komplexitet utan bara genom det språk vi har för att beskriva den. Eftersom språket finns innan vi föds har vi aldrig direktkontakt med hela verkligheten. Språket bestämmer hur verkligheten konstrueras och vi (subjekten) är på så vis ett slags "fångar i språket". Genom att vi lär oss språket, lär vi oss att se och tolka vår omvärld. Derrida säger i ett känt citat: "Il n'y a pas de hors-texte" ("Det finns ingenting utanför texten", alternativt "Det finns ingenting utomtextligt"). Allt vi läser, ser, tänker, känner och så vidare är ett slags text som vi tolkar och är uppbyggt av motsatsbegrepp. Märk väl att Derrida använder begreppet "text" i en synnerligen vid bemärkelse som inte bara rör skrivna texter utan även symboler i en vidare mening.
Derrida menar att språket är uppbyggt av binära motsatspar. Detta är en föreställning som kommer från antiken men hos Derrida härstammar den närmast från Hegel via strukturalismen. Motsatsparen i språket förutsätter varandra och det är genom motsatspar vi skapar vår förståelse av världen. För att vi ska kunna förstå ett fenomen måste vi också lära känna dess motsats. Ska vi exempelvis förstå vad ljus är måste vi kunna känna till mörker och för att förstå vad som är verkligt, måste vi ha kännedom om begrepp som overklig, inbillning, dröm, fantasi eller sken. Motsatser ses som ett av språkets fundament. Historiskt har exempelvis begreppet kultur ofta satts i motsatsställning till natur, förnuft till känsla, man till kvinna och så vidare. Målet med att dekonstruera är inte att komma fram till en objektiv sanning bakom texten. Istället utgår man från att texter kan ha flera tolkningar och att verkligheten går att förstå på mer än ett vis. Att genom analys närma sig hur verkligheten är beskaffad är i sig inte del av metoden (jämför fenomenologen Husserl som sätter verkligheten "inom parentes"). Dekonstruktionen går istället ut på att visa hur texten och en viss läsning av den formar en idé om vad som är sant och verkligt.
En av de centrala teserna inom dekonstruktionen är att varje text (eller teori, handling, påstående med mera) bär på dolda delar – möjliga tillägg eller supplement. Genom att dekonstruera texten går det att finna dessa dolda delar som texten bygger på. Med hjälp av dekonstruktion försöker man visa hur en text framställer verkligheten och analysera dess (ofta dolda) grundantaganden. Detta är något som förenar den med diskursanalysen. Ett sätt att finna dessa dolda fundament är att placera texten i ett nytt sammanhang, exempelvis genom att byta ut ett ord, kön eller etnicitet på en person eller förflytta den i tid och rum. Att vara osäker på och "destabilisera" texten är en annan del av dekonstruktionen. Genom att göra texten mångtydig synliggör man läsarens egen läsning av texten och hur personen tolkar texten.
Inte bara texter kan dekonstrueras. Genom att dekonstruktionen ser all mänsklig aktivitet som ett slags texttolkning kan i stort sett vad som helst dekonstrueras, exempelvis en film, ett föremål eller en yrkespraktik.

## Exempel
Ett enkelt sätt att dekonstruera en text är att utgå från ett påstående:
Svenskar är så stela och rationella.
För att ett påstående ska vara meningsfullt för oss måste det också vara möjligt att påstå dess logiska motsats. Ungefär:
Svenskar är så spontana och känslostyrda.
Påstår vi att svenskar är stela och rationella utgår vi samtidigt från att det finns en motsats, det vill säga någon annan som är spontan och/eller känslostyrd. Genom att påstå en sak, talar vi alltså samtidigt indirekt om motsatsen om någon eller något annat. Derrida kallar detta för frånnärvaro. Frånnärvaro innebär att genom att tala om någon som är närvarande (i detta fall svenskar) talar man alltid samtidigt om någon annan som är frånvarande (i detta fall någon som inte är att betrakta som svensk). Dekonstruktionen syftar till att synliggöra dolda påståenden om denna/detta "andra".
Ett annat exempel kan man få genom att byta ut ett ord i en text. Eftersom dekonstruktionen utgår från att en text inte refererar till något annat än sig själv (och inte till en viss företeelse i verkligheten) kan man visa hur en mening bär på fler betydelser än den uttryckligen säger:
Jag och min man går ofta på bio.
Vi vet inget om vem "jaget" i denna mening är. En vanlig tolkning är dock att "jag" är en gift heterosexuell kvinna. Trots det säger meningen inte uttryckligen något om könet eller den sexuella läggningen hos den som uttalar meningen. För att synliggöra detta kan man byta ut ordet "man" mot till exempel "bror":
Jag och min bror går ofta på bio.
När ordet "man" byts ut mot "bror" försvinner den dolda tolkning som rymdes i den förra meningen och det blir svårare att utgå från att "jaget" är just en kvinna. Vi kan se att den förra meningen kunde bära på en dold del som kan visa sig när den kommer i kontakt med en läsare.

## Andra tillämpningar
Under senare delen av sitt liv lanserade den analytiske filosofen Ludwig Wittgenstein sin teori om språkspel som kan sägas ha poststrukturalistiska drag.
Så kallad reverse engineering kan sägas vara ett exempel på dekonstruktion inom teknikens område.
Ferran Adrià introducerade begreppet dekonstruktion inom gastronomin, som en metod att bryta ner en klassisk maträtt i sina beståndsdelar för att tillaga och presentera dessa separat, på nya och oväntade sätt.
Den franske marxisten Louis Althusser visar i boken Att läsa Kapitalet (1965) hur Marx dekonstruerade de ekonomiska teorierna hos bland andra Smith och Ricardo; Althusser använder dock inte begreppet dekonstruktion för det som Marx gjorde.